# رنا سلطان
رنا سلطان (مواليد 9 أبريل 1977) إعلامية أردنية.

## حياتها
حاصلة على شهادة البكالوريوس في الصحافة والإعلام، تخصص الإذاعة والتلفزيون، وتخصص فرعي في اللغة الفرنسية من جامعة اليرموك في الأردن. تخرجت في عام 2000، متزوجة من بشر هاني الخصاونة ولديها ثلاثة أبناء.

## مشوارها المهني
انطلاقتها كانت فترة الجامعة في التدريب العملي الذي مع مجموعة من الطلاب في مبنى الإذاعة والتلفزيون تدربت مع المخرجة فكتوريا عميش ضمن برنامج يسعد صباحك وكانت حينها أسيل الخريشا هي مقدمة البرنامج وقدمت عدة برامج منها
«دعوة خاصة جدا عام 2000» وبرنامج «كل العرب2000-2003», «الهوا هوايا2002», «يوم جديد» والكثير من المهرجانات الرسمية مثل مهرجان الاغنية العربية قدمت برنامجا لصالح شبكة راديو وتلفزيون العرب على إيه آر تي تيينز بعنوان«سيني سيتي»
وعندما عادت من أمريكا اتصلت بها طالبة منها العمل في برنامج يسعد صباحك وافقت وبدأت عملها عام 2005
خلال هذه الفترة قدمت «رمضان معنا احلى». واحتفال عيد ميلاد ملك الأردن بالإضافة لعدة احتفالات رسمية منها ومهرجان جرش
كما مثلت دور البطولة النسائية في فيلم "كابتن أبو رائد" الأردني في العام 2007, وقد حصلت عنه على جائزة احسن ممثلة في مهرجان نيوبورت بيتش في كاليفورنيا 2008.
في رمضان 2019 قدمت برنامج ليالي رمضان على شاشة التلفزيون الأردني.

## روابط خارجية
- رنا سلطان على موقع IMDb (الإنجليزية)
- رنا سلطان على موقع ألو سيني (الفرنسية)
- رنا سلطان على موقع أول موفي (الإنجليزية)
- رنا سلطان على موقع كينوبويسك (الروسية)